# Giovanni Battista Mellini
Giovanni Battista Mellini  o Giambattista Millini (Roma, 11 de julio de 1405 - ib., 21 de julio de 1478) fue un eclesiástico italiano.

## Biografía

### Primeros años
Hijo de Sabba Mellini y de Perna Ponziani, tuvo tres hermanos varones y dos féminas: Francesco fue fraile agustino, abad de Grottaferrata y obispo de Senigallia; Luca fue abad de celestinos y confesor del cardenal Alfonso de Borja; Pietro fue miembro del colegio de notarios de Roma; de sus hermanas no hay noticias, salvo que una de ellas se llamó María.
A los siete años de edad, en el contexto del Cisma de Aviñón, Juan XXIII le nombró canónigo de San Juan de Letrán; posteriormente, con el apoyo de Martín V, que había sido condiscípulo de su hermano Francesco, fue enviado a estudiar Derecho canónico a la Universidad de Perugia.

### Carrera eclesiástica
Entró al servicio del cardenal Marco Condulmer, fue abreviador durante el pontificado de Eugenio IV,  canónigo y limosnero de San Pedro durante el de Nicolás V, corrector de cartas apostólicas en el de Pío II, y probablemente datario con Paulo II. Durante el papado de Calixto III formó parte del séquito del cardenal Alain de Coëtivy que viajó a Francia para promover la cruzada, de donde volvió como procurador del rey Carlos VII en Roma. 
En 1468 fue nombrado obispo de Urbino, aunque siguió residiendo en Roma, gobernando la diócesis mediante sus procuradores y vicarios Guido Bonclerici di Cagli y Giorgio Pancotti di Montecchio. Sixto IV le creó cardenal de SS. Nereo y Achilleo en el consistorio de diciembre de 1476, y poco después le envió como legado a Milán para mantener la paz tras el asesinato del duque Galeazzo Maria Sforza.

### Fallecimiento

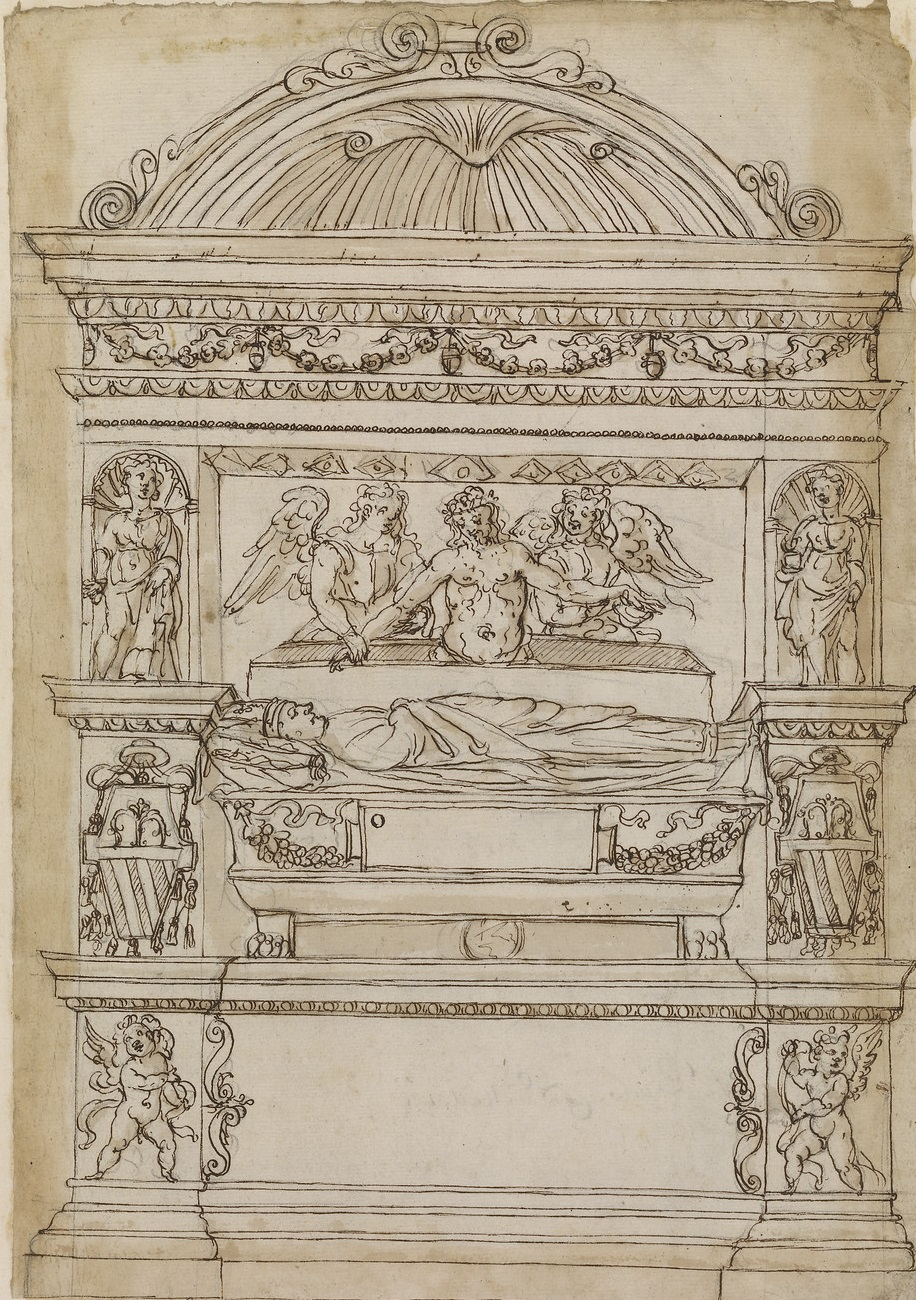
Dibujo de autor desconocido del s. XVII del diseño original de la tumba del cardenal Mellini.

Cuando sobrevino la peste de 1478 en Roma, el cardenal Mellini se retiró a su villa de Monte Mario, pero contagiado por la enfermedad falleció ese mismo año a los 73 de edad. 
Fue sepultado en la capilla familiar en la iglesia de Santa Maria del Popolo, con un monumento fúnebre atribuido a Andrea Bregno, que fue modificado en 1698 por su descendiente Savio Mellini para su propio entierro.